# Senlecques
Senlecques là một xã ở tại tỉnh Pas-de-Calais trong vùng Hauts-de-France của Pháp.

## Địa lý
Senlecques có cự ly khoảng 15 dặm (24 km) về phía đông Boulogne, tại giao lộ của các tuyến đường D254 và D341.

## Dân số
| 1962                                                         | 1968 | 1975 | 1982 | 1990 | 1999 | 2006 |
| ------------------------------------------------------------ | ---- | ---- | ---- | ---- | ---- | ---- |
| 219                                                          | 222  | 235  | 213  | 226  | 199  | 236  |
| Số liệu điều tra dân số từ năm 1962: Dân số không tính trùng |      |      |      |      |      |      |

## Địa điểm nổi bật
- Nhà thờ St. Hélène, thế kỷ 16.